# Bislett Games 2015
Bislett Games 2015 byl lehkoatletický mítink, který se konal 11. června 2015 v norském městě Oslo. Byl součástí série mítinků Diamantové ligy 2015.

## Výsledky
- Archiv výsledků zde [1]

### Muži
| Disciplína      | 1. místo                       | 2. místo                   | 3. místo                             |
| 200 m           | Christophe Lemaitre 20,21      | Anaso Jobodwana 20,39      | Richard Kilty 20,54                  |
| 400 m           | Steven Gardiner 44,64          | Matthew Hudson-Smith 45,09 | Pavel Maslák 45,39                   |
| 1 míle          | Asbel Kipruto Kiprop 3:51,45   | Silas Kiplagat 3:51,72     | Pieter-Jan Hannes 3:51,87            |
| 3000 m překážek | Jairus Kipchoge Birech 8:05,63 | Conseslus Kipruto 8:11,92  | Paul Kipsiele Koech 8:12,20          |
| Skok daleký     | Greg Rutherford 825 cm         | Michael Hartfield 804 cm   | Alexandr Meňkov 800 cm               |
| Skok do výšky   | Zhang Guowei 236 cm            | Marco Fassinotti 233 cm    | Mutaz Essa Baršim Erik Kynard 233 cm |
| Hod diskem      | Robert Urbanek 63,85 m         | Erik Cadée 62,32 m         | Piotr Małachowski 62,32 m            |

### Ženy
| Disciplína     | 1. místo                       | 2. místo                            | 3. místo                       |
| 100 m          | Murielle Ahouréová 11,03       | Veronica Campbellová-Brownová 11,08 | Rosângela Santos 11,27         |
| 1500 m         | Laura Muirová 4:00,39          | Faith Kipyegonová 4:00,94           | Dawit Seyaum 4:02,90           |
| 5 000 m        | Genzebe Dibabaová 14:21,29     | Senbere Teferi 14:38,57             | Viola Jelagat Kibiwot 14:40,43 |
| 100 m překážek | Jasmin Stowersová 12,84        | Brianna Rollinsová 12,84            | Queen Harrison 13,02           |
| 400 m překážek | Kaliese Spencerová 54,15       | Georganne Moline 54,29              | Zuzana Hejnová 55,14           |
| Trojskok       | Caterine Ibargüenová 14,68 m   | Gabriela Petrova 14,57 m            | Olga Saladuchová 14,46 m       |
| Vrh koulí      | Christina Schwanitzová 20,14 m | Michelle Carterová 19,20 m          | Brittany Smith 18,93 m         |
| Hod oštěpem    | Marharyta Dorozhon 64,56 m     | Sunette Viljoenová 64,36 m          | Barbora Špotáková 64,10 m      |